# Pseudesymus lucidus
Pseudesymus lucidus är en skalbaggsart som beskrevs av Johann Christoph Friedrich Klug 1845. Pseudesymus lucidus ingår i släktet Pseudesymus och familjen Aphodiidae. Inga underarter finns listade i Catalogue of Life.